# Puerto Rawson
Puerto Rawson är en ort i Argentina.   Den ligger i provinsen Chubut, i den södra delen av landet, 1 100 km sydväst om huvudstaden Buenos Aires. Antalet invånare är 192.
Terrängen runt Puerto Rawson är platt. Havet är nära Puerto Rawson åt sydost. Närmaste större samhälle är Rawson, 5,6 km nordväst om Puerto Rawson.